# Снежана Стойчевска
Снежана Стойчевска (на македонска литературна норма: Снежана Стојчевска) е северномакедонска поетеса. 

## Биография
Родена е в 1980 година в Скопие, тогава в Социалистическа федеративна република Югославия. Завършва Института по педагогика във Философския факултет на Скопския университет. Работи дълги години като координатор на продукцията в „Квазар филм“. В 2012 година публикува първата си книга с поезия „Шеќер по подот“, издадена от „Или-или“. Година по-късно издава втората си книга с поезия „Под нулата“, за която печели наградата „Бели мугри“. В 2015 година публикува третата си поетична книга „Синя фантазия“, а четвъртата ѝ книга „Треба да е лесно“ излиза от печат в 2017 година. Книгата ѝ „Ќе се завијам во песни“ е издадена в 2019 година.
Стойчевска е застъпена в няколко антологии на младата северномакедонска поезия, както и в албаноезичната антология „Гласът на водата” като част от Международния фестивал на поезията „Дните на Наим” в 2015 година. В 2016 година взима участие в Международната литературна среща във Велене, Словения, където е публикувана в антологията на словенски език „Фестивална антология на оригиналната и преведена европейска поезия на 21 век“. Тя е редовна участничка в поетични прояви в Северна Македония и чужбина. Работи като отговорен редактор на списанието за литература, култура и изкуство „Современост“. Членка е на Дружеството на писателите на Македония.